# Albatros L.71
 (décembre 2021).
Le contenu est difficilement compréhensible vu les erreurs de traduction, qui sont peut-être dues à l'utilisation d'un logiciel de traduction automatique.
Dimensions
L'Albatros L.71 était un biplan sportif construit en Allemagne au milieu des années 1920.

## Conception
Le L.71 était un biplan avec une configuration de moteur propulseur, l'aile supérieure plus grande que l'aile inférieure et les cockpits pour les membres d'équipage à l'avant du fuselage. Le fuselage du L.71 ressemblait à la coque d'un hydravion et les ailes étaient aérodynamiquement épaisses,.